# Erland

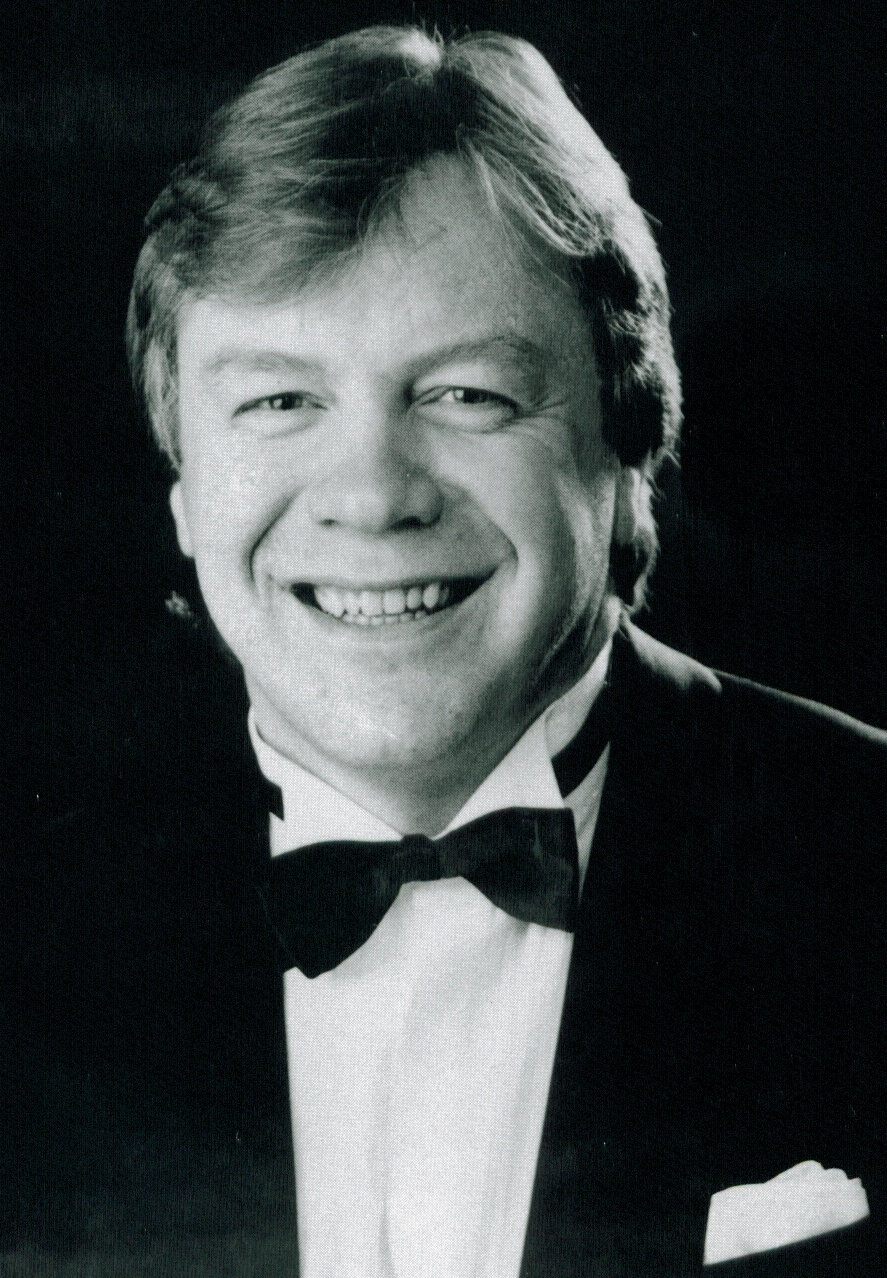
Erland Hagegård, 1974.

Erland är ett mansnamn med sannolikt nordiskt ursprung, troligen med betydelsen "utländsk" eller "främmande" från fornnordiska erlendr, och ursprungligen använt som ett binamn. Kan alternativt ha ett västgermanskt ursprung. Den danska och norska formen är Erlend, den isländska Erlendur.
Erland hade en popularitetsperiod från 1910-talet fram till och med 1940-talet och var under 1930-talet ett av de 100 vanligaste förnamnen.
Numera är namnet relativt ovanligt och används mest som andranamn.
31 december 2005 fanns det totalt 10 105 personer i Sverige med namnet, varav 1 774 med det som tilltalsnamn.
År 2003 fick 40 pojkar namnet, varav 4 fick det som tilltalsnamn.
Namnsdag i Sverige: 8 januari (sedan 1901). I den finlandssvenska namnsdagslängden har Erland namnsdag 3 november sedan starten 1929, då en egen namnsdagskalender togs i bruk för finlandssvenskar.

## Personer med namnet Erland eller Erlend
- Erland Brand, konstnär
- Erland Samuel Bring, professor i matematik
- Erland Colliander, skådespelare
- Erland Cullberg, konstnär
- Erland Hagegård, operasångare
- Erland Hellström, fotbollsspelare
- Erland von Hofsten (1751–1793), svensk brukspatron
- Erland von Hofsten (1780–1839), svensk brukspatron
- Erland von Hofsten (1816–1867), svensk godsägare och politiker
- Erland von Hofsten (1870–1956), svensk politiker och borgmästare
- Erland Hofsten (1911–1996), svensk statistiker
- Erland Josephson, skådespelare, regissör och författare
- Erland von Koch, tonsättare
- Erland Nordenskiöld, museiman och upptäcktsresande
- Erland Richter, psalmförfattare
- Erland Ringborg, generaldirektör
- Erland Stoor, musiker
- Erland Waldenström, företagsledare, vd för Grängesbergsbolaget och LKAB
- Erlend Loe, norsk författare
- Erlend Øye, norsk musiker

## Fiktiva personer
- Riddaren Erland i romanen Singoalla av Viktor Rydberg (1865)
- Erlend i Kristin Lavransdatter av Sigrid Undset (1920 - 1922
- Erlendur Sveinsson, kriminalpolis i kriminalromaner av Arnaldur Indriðason